# Tour des Émirats arabes unis 2019
Le Tour des Émirats arabes unis 2019 ou UAE Tour est la 1re édition de cette course cycliste masculine sur route, organisée aux Émirats arabes unis. Le départ est donné le 24 février à Al Hudayriat Island avec un contre-la-montre par équipes, et l'arrivée a lieu le 2 mars à Dubaï. 
C'est la troisième épreuve de l'UCI World Tour 2019, le calendrier le plus important du cyclisme sur route.

## Présentation

### Parcours
La course reprend le parcours du Tour d'Abou Dabi et du Tour de Dubaï.
Elle comprend sept étapes avec un contre-la-montre par équipes, trois étapes plates favorables aux bordures, mais aussi deux étapes de moyenne montagne dont l'arrivée au Jebel Hafeet (une ascension de 10,5 kilomètres à 8 % de moyenne), traditionnel juge de paix du Tour d'Abou Dabi, ainsi qu'une journée réservée aux puncheurs avec l'arrivée au barrage de Dam.

### Équipes
Dix-huit équipes participent à la course : les dix-huit WorldTeams.
| WorldTeams (18)- Sky - UAE Team Emirates - Bahrain-Merida - Bora-hansgrohe - AG2R La Mondiale - Astana - CCC Team - Deceuninck-Quick Step - EF Education First - Groupama-FDJ - Lotto Soudal - Movistar Team - Mitchelton-Scott - Dimension Data - Team Jumbo-Visma - Katusha-Alpecin - Team Sunweb - Trek-Segafredo Équipes continentales professionnelles (2)- Gazprom-RusVelo - Team Novo Nordisk |
| |

## Principaux favoris
Les favoris pour le classement général sont le Slovène Primož Roglič (Team Jumbo-Visma), quatrième du dernier Tour de France, le champion du monde espagnol Alejandro Valverde (Movistar) récent deuxième du Tour de Valence et du Tour de Murcie, ainsi que l'Australien Richie Porte (Trek-Segafredo), vainqueur au sommet de Willunga Hill sur le Tour Down Under fin janvier. Le Tour des Émirats arabes unis sert de course de reprise pour l'Italien Vincenzo Nibali (Bahrain-Merida) et le Néerlandais Tom Dumoulin (Sunweb).

## Étapes
| Étape     | Date    | Villes étapes                                     | type                         | Distance (km) | Vainqueur d'étape  | Leader du classement général |
| --------- | ------- | ------------------------------------------------- | ---------------------------- | ------------- | ------------------ | ---------------------------- |
| 1re étape | 24 fév. | Al Hudayriat Island – Al Hudayriat Island         | contre-la-montre par équipes | 16            | Team Jumbo-Visma   | Primož Roglič                |
| 2e étape  | 25 fév. | île de Yas – Abou Dabi                            | étape de plaine              | 184           | Fernando Gaviria   | Primož Roglič                |
| 3e étape  | 26 fév. | Université des Émirats arabes unis – Jebel Hafeet | étape de montagne            | 179           | Alejandro Valverde | Primož Roglič                |
| 4e étape  | 27 fév. | Palm Jumeirah – Wadi Hatta Dam                    | étape vallonnée              | 197           | Caleb Ewan         | Primož Roglič                |
| 5e étape  | 28 fév. | Flag Island – Khor Fakkan                         | étape de plaine              | 181           | Elia Viviani       | Primož Roglič                |
| 6e étape  | 1 mars  | Ajman – Jabal Bil Ays                             | étape de montagne            | 180           | Primož Roglič      | Primož Roglič                |
| 7e étape  | 2 mars  | Dubai Safari Park – Dubaï                         | étape de plaine              | 145           | Sam Bennett        | Primož Roglič                |

## Déroulement de la course

### 1reétape
| \| Classement de l'étape \| Classement de l'étape \| Classement de l'étape \| Classement de l'étape \| Classement de l'étape \| Classement de l'étape \| \| Équipe \| Équipe \| Pays \| Temps \| Écart de temps \| Vitesse moy. \| \| --------------------- \| --------------------- \| --------------------- \| --------------------- \| --------------------- \| --------------------- \| \| 1re \| Team Jumbo-Visma \| Pays-Bas \| 16 min 49 s \| 0 s \| 57.086 km/h \| \| 2e \| Team Sunweb \| Allemagne \| 16 min 56 s \| + 7 s \| 56.693 km/h \| \| 3e \| Bahrain-Merida \| Bahreïn \| 16 min 58 s \| + 9 s \| 56.582 km/h \| \| 4e \| Sky \| Royaume-Uni \| 17 min 03 s \| + 14 s \| 56.305 km/h \| \| 5e \| Movistar Team \| Espagne \| 17 min 07 s \| + 18 s \| 56.086 km/h \| \| 6e \| CCC Team \| Pologne \| 17 min 13 s \| + 24 s \| 55.760 km/h \| \| 7e \| Deceuninck-Quick Step \| Belgique \| 17 min 15 s \| + 26 s \| 55.652 km/h \| \| 8e \| EF Education First \| États-Unis \| 17 min 15 s \| + 26 s \| 55.652 km/h \| \| 9e \| Bora-hansgrohe \| Allemagne \| 17 min 17 s \| + 28 s \| 55.545 km/h \| \| 10e \| Dimension Data \| Afrique du Sud \| 17 min 17 s \| + 28 s \| 55.545 km/h \| |                       |                |             |                |              |
| |                       |                |             |                |              |
| Source : ProCyclingStats |                       |                |             |                |              |
| Classement de l'étape |                       |                |             |                |              |
| Équipe | Équipe                | Pays           | Temps       | Écart de temps | Vitesse moy. |
| 1re | Team Jumbo-Visma      | Pays-Bas       | 16 min 49 s | 0 s            | 57.086 km/h  |
| 2e | Team Sunweb           | Allemagne      | 16 min 56 s | + 7 s          | 56.693 km/h  |
| 3e | Bahrain-Merida        | Bahreïn        | 16 min 58 s | + 9 s          | 56.582 km/h  |
| 4e | Sky                   | Royaume-Uni    | 17 min 03 s | + 14 s         | 56.305 km/h  |
| 5e | Movistar Team         | Espagne        | 17 min 07 s | + 18 s         | 56.086 km/h  |
| 6e | CCC Team              | Pologne        | 17 min 13 s | + 24 s         | 55.760 km/h  |
| 7e | Deceuninck-Quick Step | Belgique       | 17 min 15 s | + 26 s         | 55.652 km/h  |
| 8e | EF Education First    | États-Unis     | 17 min 15 s | + 26 s         | 55.652 km/h  |
| 9e | Bora-hansgrohe        | Allemagne      | 17 min 17 s | + 28 s         | 55.545 km/h  |
| 10e | Dimension Data        | Afrique du Sud | 17 min 17 s | + 28 s         | 55.545 km/h  |

| \| Classement général \| Classement général \| Classement général \| Classement général \| Classement général \| \| Coureur \| Coureur \| Pays \| Équipe \| Temps \| \| ------------------ \| ------------------ \| ------------------ \| ------------------ \| ------------------ \| \| 1er \| Primož Roglič \| Slovénie \| Team Jumbo-Visma \| 16 min 49 s \| \| 2e \| Laurens De Plus \| Belgique \| Team Jumbo-Visma \| + 0 s \| \| 3e \| Jos van Emden \| Pays-Bas \| Team Jumbo-Visma \| + 0 s \| \| 4e \| Koen Bouwman \| Pays-Bas \| Team Jumbo-Visma \| + 0 s \| \| 5e \| Max Walscheid \| Allemagne \| Team Sunweb \| + 7 s \| \| 6e \| Chad Haga \| États-Unis \| Team Sunweb \| + 7 s \| \| 7e \| Tom Dumoulin \| Pays-Bas \| Team Sunweb \| + 7 s \| \| 8e \| Wilco Kelderman \| Pays-Bas \| Team Sunweb \| + 7 s \| \| 9e \| Nikias Arndt \| Allemagne \| Team Sunweb \| + 7 s \| \| 10e \| Rohan Dennis \| Australie \| Bahrain-Merida \| + 8 s \| |                 |            |                  |             |
| |                 |            |                  |             |
| Source : ProCyclingStats |                 |            |                  |             |
| Classement général |                 |            |                  |             |
| Coureur | Coureur         | Pays       | Équipe           | Temps       |
| 1er | Primož Roglič   | Slovénie   | Team Jumbo-Visma | 16 min 49 s |
| 2e | Laurens De Plus | Belgique   | Team Jumbo-Visma | + 0 s       |
| 3e | Jos van Emden   | Pays-Bas   | Team Jumbo-Visma | + 0 s       |
| 4e | Koen Bouwman    | Pays-Bas   | Team Jumbo-Visma | + 0 s       |
| 5e | Max Walscheid   | Allemagne  | Team Sunweb      | + 7 s       |
| 6e | Chad Haga       | États-Unis | Team Sunweb      | + 7 s       |
| 7e | Tom Dumoulin    | Pays-Bas   | Team Sunweb      | + 7 s       |
| 8e | Wilco Kelderman | Pays-Bas   | Team Sunweb      | + 7 s       |
| 9e | Nikias Arndt    | Allemagne  | Team Sunweb      | + 7 s       |
| 10e | Rohan Dennis    | Australie  | Bahrain-Merida   | + 8 s       |

### 2eétape
| \| Classement de l'étape \| Classement de l'étape \| Classement de l'étape \| Classement de l'étape \| Classement de l'étape \| \| Coureur \| Coureur \| Pays \| Équipe \| Temps \| \| --------------------- \| --------------------- \| --------------------- \| --------------------- \| --------------------- \| \| 1er \| Fernando Gaviria \| Colombie \| UAE Team Emirates \| 4 h 36 min 32 s \| \| 2e \| Elia Viviani \| Italie \| Deceuninck-Quick Step \| + 0 s \| \| 3e \| Caleb Ewan \| Australie \| Lotto-Soudal \| + 0 s \| \| 4e \| Kristoffer Halvorsen \| Norvège \| Team Sky \| + 0 s \| \| 5e \| Erik Baška \| Slovaquie \| Bora-Hansgrohe \| + 0 s \| \| 6e \| Sam Bennett \| Irlande \| Bora-Hansgrohe \| + 0 s \| \| 7e \| Sacha Modolo \| Italie \| EF Education First \| + 0 s \| \| 8e \| Marcel Kittel \| Allemagne \| Katusha-Alpecin \| + 0 s \| \| 9e \| Marc Sarreau \| France \| Groupama-FDJ \| + 0 s \| \| 10e \| Jakub Mareczko \| Italie \| CCC Team \| + 0 s \| |                      |           |                       |                 |
| |                      |           |                       |                 |
| Source : ProCyclingStats |                      |           |                       |                 |
| Classement de l'étape |                      |           |                       |                 |
| Coureur | Coureur              | Pays      | Équipe                | Temps           |
| 1er | Fernando Gaviria     | Colombie  | UAE Team Emirates     | 4 h 36 min 32 s |
| 2e | Elia Viviani         | Italie    | Deceuninck-Quick Step | + 0 s           |
| 3e | Caleb Ewan           | Australie | Lotto-Soudal          | + 0 s           |
| 4e | Kristoffer Halvorsen | Norvège   | Team Sky              | + 0 s           |
| 5e | Erik Baška           | Slovaquie | Bora-Hansgrohe        | + 0 s           |
| 6e | Sam Bennett          | Irlande   | Bora-Hansgrohe        | + 0 s           |
| 7e | Sacha Modolo         | Italie    | EF Education First    | + 0 s           |
| 8e | Marcel Kittel        | Allemagne | Katusha-Alpecin       | + 0 s           |
| 9e | Marc Sarreau         | France    | Groupama-FDJ          | + 0 s           |
| 10e | Jakub Mareczko       | Italie    | CCC Team              | + 0 s           |

| \| Classement général \| Classement général \| Classement général \| Classement général \| Classement général \| \| Coureur \| Coureur \| Pays \| Équipe \| Temps \| \| ------------------ \| ------------------ \| ------------------ \| ------------------ \| ------------------ \| \| 1er \| Primož Roglič \| Slovénie \| Team Jumbo-Visma \| 4 h 53 min 21 s \| \| 2e \| Jos van Emden \| Pays-Bas \| Team Jumbo-Visma \| + 0 s \| \| 3e \| Laurens De Plus \| Belgique \| Team Jumbo-Visma \| + 0 s \| \| 4e \| Koen Bouwman \| Pays-Bas \| Team Jumbo-Visma \| + 0 s \| \| 5e \| Wilco Kelderman \| Pays-Bas \| Team Sunweb \| + 6 s \| \| 6e \| Max Walscheid \| Allemagne \| Team Sunweb \| + 7 s \| \| 7e \| Tom Dumoulin \| Pays-Bas \| Team Sunweb \| + 7 s \| \| 8e \| Nikias Arndt \| Allemagne \| Team Sunweb \| + 7 s \| \| 9e \| Vincenzo Nibali \| Italie \| Bahrain-Merida \| + 9 s \| \| 10e \| Damiano Caruso \| Italie \| Bahrain-Merida \| + 9 s \| |                 |           |                  |                 |
| |                 |           |                  |                 |
| Source : ProCyclingStats |                 |           |                  |                 |
| Classement général |                 |           |                  |                 |
| Coureur | Coureur         | Pays      | Équipe           | Temps           |
| 1er | Primož Roglič   | Slovénie  | Team Jumbo-Visma | 4 h 53 min 21 s |
| 2e | Jos van Emden   | Pays-Bas  | Team Jumbo-Visma | + 0 s           |
| 3e | Laurens De Plus | Belgique  | Team Jumbo-Visma | + 0 s           |
| 4e | Koen Bouwman    | Pays-Bas  | Team Jumbo-Visma | + 0 s           |
| 5e | Wilco Kelderman | Pays-Bas  | Team Sunweb      | + 6 s           |
| 6e | Max Walscheid   | Allemagne | Team Sunweb      | + 7 s           |
| 7e | Tom Dumoulin    | Pays-Bas  | Team Sunweb      | + 7 s           |
| 8e | Nikias Arndt    | Allemagne | Team Sunweb      | + 7 s           |
| 9e | Vincenzo Nibali | Italie    | Bahrain-Merida   | + 9 s           |
| 10e | Damiano Caruso  | Italie    | Bahrain-Merida   | + 9 s           |

### 3eétape
| \| Classement de l'étape \| Classement de l'étape \| Classement de l'étape \| Classement de l'étape \| Classement de l'étape \| \| Coureur \| Coureur \| Pays \| Équipe \| Temps \| \| --------------------- \| --------------------- \| --------------------- \| --------------------- \| --------------------- \| \| 1er \| Alejandro Valverde \| Espagne \| Movistar Team \| 4 h 44 min 50 s \| \| 2e \| Primož Roglič \| Slovénie \| Team Jumbo-Visma \| + 0 s \| \| 3e \| David Gaudu \| France \| Groupama-FDJ \| + 0 s \| \| 4e \| Emanuel Buchmann \| Allemagne \| Bora-Hansgrohe \| + 4 s \| \| 5e \| Dan Martin \| Irlande \| UAE Team Emirates \| + 12 s \| \| 6e \| Davide Formolo \| Italie \| Bora-Hansgrohe \| + 33 s \| \| 7e \| Ilnur Zakarin \| Russie \| Katusha-Alpecin \| + 33 s \| \| 8e \| James Knox \| Royaume-Uni \| Deceuninck-Quick Step \| + 35 s \| \| 9e \| Bauke Mollema \| Pays-Bas \| Trek-Segafredo \| + 35 s \| \| 10e \| Jan Hirt \| Tchéquie \| Astana \| + 35 s \| |                    |             |                       |                 |
| |                    |             |                       |                 |
| Source : ProCyclingStats |                    |             |                       |                 |
| Classement de l'étape |                    |             |                       |                 |
| Coureur | Coureur            | Pays        | Équipe                | Temps           |
| 1er | Alejandro Valverde | Espagne     | Movistar Team         | 4 h 44 min 50 s |
| 2e | Primož Roglič      | Slovénie    | Team Jumbo-Visma      | + 0 s           |
| 3e | David Gaudu        | France      | Groupama-FDJ          | + 0 s           |
| 4e | Emanuel Buchmann   | Allemagne   | Bora-Hansgrohe        | + 4 s           |
| 5e | Dan Martin         | Irlande     | UAE Team Emirates     | + 12 s          |
| 6e | Davide Formolo     | Italie      | Bora-Hansgrohe        | + 33 s          |
| 7e | Ilnur Zakarin      | Russie      | Katusha-Alpecin       | + 33 s          |
| 8e | James Knox         | Royaume-Uni | Deceuninck-Quick Step | + 35 s          |
| 9e | Bauke Mollema      | Pays-Bas    | Trek-Segafredo        | + 35 s          |
| 10e | Jan Hirt           | Tchéquie    | Astana                | + 35 s          |

| \| Classement général \| Classement général \| Classement général \| Classement général \| Classement général \| \| Coureur \| Coureur \| Pays \| Équipe \| Temps \| \| ------------------ \| ------------------ \| ------------------ \| --------------------- \| ------------------ \| \| 1er \| Primož Roglič \| Slovénie \| Team Jumbo-Visma \| 9 h 38 min 05 s \| \| 2e \| Alejandro Valverde \| Espagne \| Movistar Team \| + 14 s \| \| 3e \| David Gaudu \| France \| Groupama-FDJ \| + 31 s \| \| 4e \| Emanuel Buchmann \| Allemagne \| Bora-Hansgrohe \| + 39 s \| \| 5e \| Wilco Kelderman \| Pays-Bas \| Team Sunweb \| + 47 s \| \| 6e \| Dan Martin \| Irlande \| UAE Team Emirates \| + 54 s \| \| 7e \| Tom Dumoulin \| Pays-Bas \| Team Sunweb \| + 57 s \| \| 8e \| Víctor de la Parte \| Espagne \| CCC Team \| + 1 min 05 s \| \| 9e \| James Knox \| Royaume-Uni \| Deceuninck-Quick Step \| + 1 min 07 s \| \| 10e \| Davide Formolo \| Italie \| Bora-Hansgrohe \| + 1 min 08 s \| |                    |             |                       |                 |
| |                    |             |                       |                 |
| Source : ProCyclingStats |                    |             |                       |                 |
| Classement général |                    |             |                       |                 |
| Coureur | Coureur            | Pays        | Équipe                | Temps           |
| 1er | Primož Roglič      | Slovénie    | Team Jumbo-Visma      | 9 h 38 min 05 s |
| 2e | Alejandro Valverde | Espagne     | Movistar Team         | + 14 s          |
| 3e | David Gaudu        | France      | Groupama-FDJ          | + 31 s          |
| 4e | Emanuel Buchmann   | Allemagne   | Bora-Hansgrohe        | + 39 s          |
| 5e | Wilco Kelderman    | Pays-Bas    | Team Sunweb           | + 47 s          |
| 6e | Dan Martin         | Irlande     | UAE Team Emirates     | + 54 s          |
| 7e | Tom Dumoulin       | Pays-Bas    | Team Sunweb           | + 57 s          |
| 8e | Víctor de la Parte | Espagne     | CCC Team              | + 1 min 05 s    |
| 9e | James Knox         | Royaume-Uni | Deceuninck-Quick Step | + 1 min 07 s    |
| 10e | Davide Formolo     | Italie      | Bora-Hansgrohe        | + 1 min 08 s    |

### 4eétape
| \| Classement de l'étape \| Classement de l'étape \| Classement de l'étape \| Classement de l'étape \| Classement de l'étape \| \| Coureur \| Coureur \| Pays \| Équipe \| Temps \| \| --------------------- \| --------------------- \| --------------------- \| --------------------- \| --------------------- \| \| 1er \| Caleb Ewan \| Australie \| Lotto-Soudal \| 4 h 27 min 07 s \| \| 2e \| Matteo Moschetti \| Italie \| Trek-Segafredo \| + 2 s \| \| 3e \| Primož Roglič \| Slovénie \| Team Jumbo-Visma \| + 2 s \| \| 4e \| Quentin Jauregui \| France \| AG2R La Mondiale \| + 5 s \| \| 5e \| Luka Mezgec \| Slovénie \| Mitchelton-Scott \| + 5 s \| \| 6e \| Wilco Kelderman \| Pays-Bas \| Team Sunweb \| + 5 s \| \| 7e \| Diego Ulissi \| Italie \| UAE Team Emirates \| + 5 s \| \| 8e \| Alejandro Valverde \| Espagne \| Movistar Team \| + 5 s \| \| 9e \| Marco Haller \| Autriche \| Katusha-Alpecin \| + 5 s \| \| 10e \| Bauke Mollema \| Pays-Bas \| Trek-Segafredo \| + 5 s \| |                    |           |                   |                 |
| |                    |           |                   |                 |
| Source : ProCyclingStats |                    |           |                   |                 |
| Classement de l'étape |                    |           |                   |                 |
| Coureur | Coureur            | Pays      | Équipe            | Temps           |
| 1er | Caleb Ewan         | Australie | Lotto-Soudal      | 4 h 27 min 07 s |
| 2e | Matteo Moschetti   | Italie    | Trek-Segafredo    | + 2 s           |
| 3e | Primož Roglič      | Slovénie  | Team Jumbo-Visma  | + 2 s           |
| 4e | Quentin Jauregui   | France    | AG2R La Mondiale  | + 5 s           |
| 5e | Luka Mezgec        | Slovénie  | Mitchelton-Scott  | + 5 s           |
| 6e | Wilco Kelderman    | Pays-Bas  | Team Sunweb       | + 5 s           |
| 7e | Diego Ulissi       | Italie    | UAE Team Emirates | + 5 s           |
| 8e | Alejandro Valverde | Espagne   | Movistar Team     | + 5 s           |
| 9e | Marco Haller       | Autriche  | Katusha-Alpecin   | + 5 s           |
| 10e | Bauke Mollema      | Pays-Bas  | Trek-Segafredo    | + 5 s           |

| \| Classement général \| Classement général \| Classement général \| Classement général \| Classement général \| \| Coureur \| Coureur \| Pays \| Équipe \| Temps \| \| ------------------ \| ------------------ \| ------------------ \| --------------------- \| ------------------ \| \| 1er \| Primož Roglič \| Slovénie \| Team Jumbo-Visma \| 14 h 05 min 10 s \| \| 2e \| Alejandro Valverde \| Espagne \| Movistar Team \| + 21 s \| \| 3e \| David Gaudu \| France \| Groupama-FDJ \| + 38 s \| \| 4e \| Emanuel Buchmann \| Allemagne \| Bora-Hansgrohe \| + 46 s \| \| 5e \| Wilco Kelderman \| Pays-Bas \| Team Sunweb \| + 54 s \| \| 6e \| Dan Martin \| Irlande \| UAE Team Emirates \| + 1 min 01 s \| \| 7e \| Tom Dumoulin \| Pays-Bas \| Team Sunweb \| + 1 min 04 s \| \| 8e \| Víctor de la Parte \| Espagne \| CCC Team \| + 1 min 12 s \| \| 9e \| James Knox \| Royaume-Uni \| Deceuninck-Quick Step \| + 1 min 14 s \| \| 10e \| Davide Formolo \| Italie \| Bora-Hansgrohe \| + 1 min 15 s \| |                    |             |                       |                  |
| |                    |             |                       |                  |
| Source : ProCyclingStats |                    |             |                       |                  |
| Classement général |                    |             |                       |                  |
| Coureur | Coureur            | Pays        | Équipe                | Temps            |
| 1er | Primož Roglič      | Slovénie    | Team Jumbo-Visma      | 14 h 05 min 10 s |
| 2e | Alejandro Valverde | Espagne     | Movistar Team         | + 21 s           |
| 3e | David Gaudu        | France      | Groupama-FDJ          | + 38 s           |
| 4e | Emanuel Buchmann   | Allemagne   | Bora-Hansgrohe        | + 46 s           |
| 5e | Wilco Kelderman    | Pays-Bas    | Team Sunweb           | + 54 s           |
| 6e | Dan Martin         | Irlande     | UAE Team Emirates     | + 1 min 01 s     |
| 7e | Tom Dumoulin       | Pays-Bas    | Team Sunweb           | + 1 min 04 s     |
| 8e | Víctor de la Parte | Espagne     | CCC Team              | + 1 min 12 s     |
| 9e | James Knox         | Royaume-Uni | Deceuninck-Quick Step | + 1 min 14 s     |
| 10e | Davide Formolo     | Italie      | Bora-Hansgrohe        | + 1 min 15 s     |

### 5eétape
| \| Classement de l'étape \| Classement de l'étape \| Classement de l'étape \| Classement de l'étape \| Classement de l'étape \| \| Coureur \| Coureur \| Pays \| Équipe \| Temps \| \| --------------------- \| --------------------------- \| --------------------- \| --------------------- \| --------------------- \| \| 1er \| Elia Viviani \| Italie \| Deceuninck-Quick Step \| 4 h 48 min 59 s \| \| 2e \| Fernando Gaviria \| Colombie \| UAE Team Emirates \| + 0 s \| \| 3e \| Marcel Kittel \| Allemagne \| Katusha-Alpecin \| + 0 s \| \| 4e \| Sam Bennett \| Irlande \| Bora-Hansgrohe \| + 0 s \| \| 5e \| Reinardt Janse van Rensburg \| Afrique du Sud \| Dimension Data \| + 0 s \| \| 6e \| Phil Bauhaus \| Allemagne \| Bahrain-Merida \| + 0 s \| \| 7e \| Kristoffer Halvorsen \| Norvège \| Team Sky \| + 0 s \| \| 8e \| Jakub Mareczko \| Italie \| CCC Team \| + 0 s \| \| 9e \| Cees Bol \| Pays-Bas \| Team Sunweb \| + 0 s \| \| 10e \| Max Walscheid \| Allemagne \| Team Sunweb \| + 0 s \| |                             |                |                       |                 |
| |                             |                |                       |                 |
| Source : ProCyclingStats |                             |                |                       |                 |
| Classement de l'étape |                             |                |                       |                 |
| Coureur | Coureur                     | Pays           | Équipe                | Temps           |
| 1er | Elia Viviani                | Italie         | Deceuninck-Quick Step | 4 h 48 min 59 s |
| 2e | Fernando Gaviria            | Colombie       | UAE Team Emirates     | + 0 s           |
| 3e | Marcel Kittel               | Allemagne      | Katusha-Alpecin       | + 0 s           |
| 4e | Sam Bennett                 | Irlande        | Bora-Hansgrohe        | + 0 s           |
| 5e | Reinardt Janse van Rensburg | Afrique du Sud | Dimension Data        | + 0 s           |
| 6e | Phil Bauhaus                | Allemagne      | Bahrain-Merida        | + 0 s           |
| 7e | Kristoffer Halvorsen        | Norvège        | Team Sky              | + 0 s           |
| 8e | Jakub Mareczko              | Italie         | CCC Team              | + 0 s           |
| 9e | Cees Bol                    | Pays-Bas       | Team Sunweb           | + 0 s           |
| 10e | Max Walscheid               | Allemagne      | Team Sunweb           | + 0 s           |

| \| Classement général \| Classement général \| Classement général \| Classement général \| Classement général \| \| Coureur \| Coureur \| Pays \| Équipe \| Temps \| \| ------------------ \| ------------------ \| ------------------ \| --------------------- \| ------------------ \| \| 1er \| Primož Roglič \| Slovénie \| Team Jumbo-Visma \| 18 h 54 min 09 s \| \| 2e \| Alejandro Valverde \| Espagne \| Movistar Team \| + 21 s \| \| 3e \| David Gaudu \| France \| Groupama-FDJ \| + 38 s \| \| 4e \| Emanuel Buchmann \| Allemagne \| Bora-Hansgrohe \| + 46 s \| \| 5e \| Wilco Kelderman \| Pays-Bas \| Team Sunweb \| + 54 s \| \| 6e \| Dan Martin \| Irlande \| UAE Team Emirates \| + 1 min 01 s \| \| 7e \| Tom Dumoulin \| Pays-Bas \| Team Sunweb \| + 1 min 04 s \| \| 8e \| Víctor de la Parte \| Espagne \| CCC Team \| + 1 min 12 s \| \| 9e \| James Knox \| Royaume-Uni \| Deceuninck-Quick Step \| + 1 min 14 s \| \| 10e \| Davide Formolo \| Italie \| Bora-Hansgrohe \| + 1 min 15 s \| |                    |             |                       |                  |
| |                    |             |                       |                  |
| Source : ProCyclingStats |                    |             |                       |                  |
| Classement général |                    |             |                       |                  |
| Coureur | Coureur            | Pays        | Équipe                | Temps            |
| 1er | Primož Roglič      | Slovénie    | Team Jumbo-Visma      | 18 h 54 min 09 s |
| 2e | Alejandro Valverde | Espagne     | Movistar Team         | + 21 s           |
| 3e | David Gaudu        | France      | Groupama-FDJ          | + 38 s           |
| 4e | Emanuel Buchmann   | Allemagne   | Bora-Hansgrohe        | + 46 s           |
| 5e | Wilco Kelderman    | Pays-Bas    | Team Sunweb           | + 54 s           |
| 6e | Dan Martin         | Irlande     | UAE Team Emirates     | + 1 min 01 s     |
| 7e | Tom Dumoulin       | Pays-Bas    | Team Sunweb           | + 1 min 04 s     |
| 8e | Víctor de la Parte | Espagne     | CCC Team              | + 1 min 12 s     |
| 9e | James Knox         | Royaume-Uni | Deceuninck-Quick Step | + 1 min 14 s     |
| 10e | Davide Formolo     | Italie      | Bora-Hansgrohe        | + 1 min 15 s     |

### 6eétape
| \| Classement de l'étape \| Classement de l'étape \| Classement de l'étape \| Classement de l'étape \| Classement de l'étape \| \| Coureur \| Coureur \| Pays \| Équipe \| Temps \| \| --------------------- \| --------------------- \| --------------------- \| --------------------- \| --------------------- \| \| 1er \| Primož Roglič \| Slovénie \| Team Jumbo-Visma \| 4 h 15 min 39 s \| \| 2e \| Tom Dumoulin \| Pays-Bas \| Team Sunweb \| + 0 s \| \| 3e \| David Gaudu \| France \| Groupama-FDJ \| + 0 s \| \| 4e \| Dan Martin \| Irlande \| UAE Team Emirates \| + 0 s \| \| 5e \| Alejandro Valverde \| Espagne \| Movistar Team \| + 0 s \| \| 6e \| Wilco Kelderman \| Pays-Bas \| Team Sunweb \| + 0 s \| \| 7e \| Maximilian Schachmann \| Allemagne \| Bora-Hansgrohe \| + 0 s \| \| 8e \| Emanuel Buchmann \| Allemagne \| Bora-Hansgrohe \| + 0 s \| \| 9e \| Rui Costa \| Portugal \| UAE Team Emirates \| + 0 s \| \| 10e \| James Knox \| Royaume-Uni \| Deceuninck-Quick Step \| + 5 s \| |                       |             |                       |                 |
| |                       |             |                       |                 |
| Source : ProCyclingStats |                       |             |                       |                 |
| Classement de l'étape |                       |             |                       |                 |
| Coureur | Coureur               | Pays        | Équipe                | Temps           |
| 1er | Primož Roglič         | Slovénie    | Team Jumbo-Visma      | 4 h 15 min 39 s |
| 2e | Tom Dumoulin          | Pays-Bas    | Team Sunweb           | + 0 s           |
| 3e | David Gaudu           | France      | Groupama-FDJ          | + 0 s           |
| 4e | Dan Martin            | Irlande     | UAE Team Emirates     | + 0 s           |
| 5e | Alejandro Valverde    | Espagne     | Movistar Team         | + 0 s           |
| 6e | Wilco Kelderman       | Pays-Bas    | Team Sunweb           | + 0 s           |
| 7e | Maximilian Schachmann | Allemagne   | Bora-Hansgrohe        | + 0 s           |
| 8e | Emanuel Buchmann      | Allemagne   | Bora-Hansgrohe        | + 0 s           |
| 9e | Rui Costa             | Portugal    | UAE Team Emirates     | + 0 s           |
| 10e | James Knox            | Royaume-Uni | Deceuninck-Quick Step | + 5 s           |

| \| Classement général \| Classement général \| Classement général \| Classement général \| Classement général \| \| Coureur \| Coureur \| Pays \| Équipe \| Temps \| \| ------------------ \| ------------------ \| ------------------ \| --------------------- \| ------------------ \| \| 1er \| Primož Roglič \| Slovénie \| Team Jumbo-Visma \| 23 h 09 min 38 s \| \| 2e \| Alejandro Valverde \| Espagne \| Movistar Team \| + 31 s \| \| 3e \| David Gaudu \| France \| Groupama-FDJ \| + 44 s \| \| 4e \| Emanuel Buchmann \| Allemagne \| Bora-Hansgrohe \| + 56 s \| \| 5e \| Wilco Kelderman \| Pays-Bas \| Team Sunweb \| + 1 min 04 s \| \| 6e \| Tom Dumoulin \| Pays-Bas \| Team Sunweb \| + 1 min 08 s \| \| 7e \| Dan Martin \| Irlande \| UAE Team Emirates \| + 1 min 11 s \| \| 8e \| James Knox \| Royaume-Uni \| Deceuninck-Quick Step \| + 1 min 29 s \| \| 9e \| Laurens De Plus \| Belgique \| Team Jumbo-Visma \| + 1 min 45 s \| \| 10e \| Michał Kwiatkowski \| Pologne \| Team Sky \| + 1 min 49 s \| |                    |             |                       |                  |
| |                    |             |                       |                  |
| Source : ProCyclingStats |                    |             |                       |                  |
| Classement général |                    |             |                       |                  |
| Coureur | Coureur            | Pays        | Équipe                | Temps            |
| 1er | Primož Roglič      | Slovénie    | Team Jumbo-Visma      | 23 h 09 min 38 s |
| 2e | Alejandro Valverde | Espagne     | Movistar Team         | + 31 s           |
| 3e | David Gaudu        | France      | Groupama-FDJ          | + 44 s           |
| 4e | Emanuel Buchmann   | Allemagne   | Bora-Hansgrohe        | + 56 s           |
| 5e | Wilco Kelderman    | Pays-Bas    | Team Sunweb           | + 1 min 04 s     |
| 6e | Tom Dumoulin       | Pays-Bas    | Team Sunweb           | + 1 min 08 s     |
| 7e | Dan Martin         | Irlande     | UAE Team Emirates     | + 1 min 11 s     |
| 8e | James Knox         | Royaume-Uni | Deceuninck-Quick Step | + 1 min 29 s     |
| 9e | Laurens De Plus    | Belgique    | Team Jumbo-Visma      | + 1 min 45 s     |
| 10e | Michał Kwiatkowski | Pologne     | Team Sky              | + 1 min 49 s     |

### 7eétape
| \| Classement de l'étape \| Classement de l'étape \| Classement de l'étape \| Classement de l'étape \| Classement de l'étape \| \| Coureur \| Coureur \| Pays \| Équipe \| Temps \| \| --------------------- \| --------------------- \| --------------------- \| --------------------- \| --------------------- \| \| 1er \| Sam Bennett \| Irlande \| Bora-Hansgrohe \| 3 h 17 min 51 s \| \| 2e \| Fernando Gaviria \| Colombie \| UAE Team Emirates \| + 0 s \| \| 3e \| Caleb Ewan \| Australie \| Lotto-Soudal \| + 0 s \| \| 4e \| Alexander Kristoff \| Norvège \| UAE Team Emirates \| + 0 s \| \| 5e \| Elia Viviani \| Italie \| Deceuninck-Quick Step \| + 0 s \| \| 6e \| Phil Bauhaus \| Allemagne \| Bahrain-Merida \| + 0 s \| \| 7e \| Max Walscheid \| Allemagne \| Team Sunweb \| + 0 s \| \| 8e \| Luka Mezgec \| Slovénie \| Mitchelton-Scott \| + 0 s \| \| 9e \| Matteo Moschetti \| Italie \| Trek-Segafredo \| + 0 s \| \| 10e \| Kristoffer Halvorsen \| Norvège \| Team Sky \| + 0 s \| |                      |           |                       |                 |
| |                      |           |                       |                 |
| Source : ProCyclingStats |                      |           |                       |                 |
| Classement de l'étape |                      |           |                       |                 |
| Coureur | Coureur              | Pays      | Équipe                | Temps           |
| 1er | Sam Bennett          | Irlande   | Bora-Hansgrohe        | 3 h 17 min 51 s |
| 2e | Fernando Gaviria     | Colombie  | UAE Team Emirates     | + 0 s           |
| 3e | Caleb Ewan           | Australie | Lotto-Soudal          | + 0 s           |
| 4e | Alexander Kristoff   | Norvège   | UAE Team Emirates     | + 0 s           |
| 5e | Elia Viviani         | Italie    | Deceuninck-Quick Step | + 0 s           |
| 6e | Phil Bauhaus         | Allemagne | Bahrain-Merida        | + 0 s           |
| 7e | Max Walscheid        | Allemagne | Team Sunweb           | + 0 s           |
| 8e | Luka Mezgec          | Slovénie  | Mitchelton-Scott      | + 0 s           |
| 9e | Matteo Moschetti     | Italie    | Trek-Segafredo        | + 0 s           |
| 10e | Kristoffer Halvorsen | Norvège   | Team Sky              | + 0 s           |

## Classements finals

### Classement général final
| \| Classement général \| Classement général \| Classement général \| Classement général \| Classement général \| \| Coureur \| Coureur \| Pays \| Équipe \| Temps \| \| ------------------ \| ------------------ \| ------------------ \| --------------------- \| ------------------ \| \| 1er \| Primož Roglič \| Slovénie \| Team Jumbo-Visma \| 26 h 27 min 29 s \| \| 2e \| Alejandro Valverde \| Espagne \| Movistar Team \| + 31 s \| \| 3e \| David Gaudu \| France \| Groupama-FDJ \| + 44 s \| \| 4e \| Emanuel Buchmann \| Allemagne \| Bora-Hansgrohe \| + 56 s \| \| 5e \| Wilco Kelderman \| Pays-Bas \| Team Sunweb \| + 1 min 04 s \| \| 6e \| Tom Dumoulin \| Pays-Bas \| Team Sunweb \| + 1 min 08 s \| \| 7e \| Dan Martin \| Irlande \| UAE Team Emirates \| + 1 min 11 s \| \| 8e \| James Knox \| Royaume-Uni \| Deceuninck-Quick Step \| + 1 min 29 s \| \| 9e \| Laurens De Plus \| Belgique \| Team Jumbo-Visma \| + 1 min 45 s \| \| 10e \| Michał Kwiatkowski \| Pologne \| Team Sky \| + 1 min 49 s \| |                    |             |                       |                  |
| |                    |             |                       |                  |
| Source : ProCyclingStats |                    |             |                       |                  |
| Classement général |                    |             |                       |                  |
| Coureur | Coureur            | Pays        | Équipe                | Temps            |
| 1er | Primož Roglič      | Slovénie    | Team Jumbo-Visma      | 26 h 27 min 29 s |
| 2e | Alejandro Valverde | Espagne     | Movistar Team         | + 31 s           |
| 3e | David Gaudu        | France      | Groupama-FDJ          | + 44 s           |
| 4e | Emanuel Buchmann   | Allemagne   | Bora-Hansgrohe        | + 56 s           |
| 5e | Wilco Kelderman    | Pays-Bas    | Team Sunweb           | + 1 min 04 s     |
| 6e | Tom Dumoulin       | Pays-Bas    | Team Sunweb           | + 1 min 08 s     |
| 7e | Dan Martin         | Irlande     | UAE Team Emirates     | + 1 min 11 s     |
| 8e | James Knox         | Royaume-Uni | Deceuninck-Quick Step | + 1 min 29 s     |
| 9e | Laurens De Plus    | Belgique    | Team Jumbo-Visma      | + 1 min 45 s     |
| 10e | Michał Kwiatkowski | Pologne     | Team Sky              | + 1 min 49 s     |

### Classements annexes finals
| Classement par points | Classement par points | Classement par points | Classement par points | Classement par points |
| Coureur               | Coureur               | Pays                  | Équipe                | Points                |
| --------------------- | --------------------- | --------------------- | --------------------- | --------------------- |
| 1er                   | Elia Viviani          | Italie                | Deceuninck-Quick Step | 57 pts                |
| 2e                    | Fernando Gaviria      | Colombie              | UAE Team Emirates     | 52 pts                |
| 3e                    | Stepan Kourianov      | Russie                | Gazprom-RusVelo       | 52 pts                |
| 4e                    | Primož Roglič         | Slovénie              | Team Jumbo-Visma      | 48 pts                |
| 5e                    | Caleb Ewan            | Australie             | Lotto-Soudal          | 44 pts                |
| 6e                    | Charles Planet        | France                | Team Novo Nordisk     | 43 pts                |
| 7e                    | Sam Bennett           | Irlande               | Bora-Hansgrohe        | 34 pts                |
| 8e                    | Alejandro Valverde    | Espagne               | Movistar Team         | 30 pts                |
| 9e                    | David Gaudu           | France                | Groupama-FDJ          | 24 pts                |
| 10e                   | Matteo Moschetti      | Italie                | Trek-Segafredo        | 18 pts                |

| Classement par points | Classement par points | Classement par points | Classement par points | Classement par points |
| Coureur               | Coureur               | Pays                  | Équipe                | Points                |
| --------------------- | --------------------- | --------------------- | --------------------- | --------------------- |
| 1er                   | Elia Viviani          | Italie                | Deceuninck-Quick Step | 57 pts                |
| 2e                    | Fernando Gaviria      | Colombie              | UAE Team Emirates     | 52 pts                |
| 3e                    | Stepan Kourianov      | Russie                | Gazprom-RusVelo       | 52 pts                |
| 4e                    | Primož Roglič         | Slovénie              | Team Jumbo-Visma      | 48 pts                |
| 5e                    | Caleb Ewan            | Australie             | Lotto-Soudal          | 44 pts                |
| 6e                    | Charles Planet        | France                | Team Novo Nordisk     | 43 pts                |
| 7e                    | Sam Bennett           | Irlande               | Bora-Hansgrohe        | 34 pts                |
| 8e                    | Alejandro Valverde    | Espagne               | Movistar Team         | 30 pts                |
| 9e                    | David Gaudu           | France                | Groupama-FDJ          | 24 pts                |
| 10e                   | Matteo Moschetti      | Italie                | Trek-Segafredo        | 18 pts                |

| Classement du meilleur jeune | Classement du meilleur jeune | Classement du meilleur jeune | Classement du meilleur jeune | Classement du meilleur jeune |
| Coureur                      | Coureur                      | Pays                         | Équipe                       | Temps                        |
| ---------------------------- | ---------------------------- | ---------------------------- | ---------------------------- | ---------------------------- |
| 1er                          | David Gaudu                  | France                       | Groupama-FDJ                 | 26 h 28 min 13 s             |
| 2e                           | James Knox                   | Royaume-Uni                  | Deceuninck-Quick Step        | + 45 s                       |
| 3e                           | Laurens De Plus              | Belgique                     | Team Jumbo-Visma             | + 1 min 01 s                 |
| 4e                           | Maximilian Schachmann        | Allemagne                    | Bora-Hansgrohe               | + 1 min 12 s                 |
| 5e                           | Pavel Sivakov                | Russie                       | Team Sky                     | + 3 min 54 s                 |
| 6e                           | Bjorg Lambrecht              | Belgique                     | Lotto-Soudal                 | + 4 min 02 s                 |
| 7e                           | Aurélien Paret-Peintre       | France                       | AG2R La Mondiale             | + 4 min 28 s                 |
| 8e                           | Niklas Eg                    | Danemark                     | Trek-Segafredo               | + 4 min 42 s                 |
| 9e                           | Quentin Jauregui             | France                       | AG2R La Mondiale             | + 5 min 12 s                 |
| 10e                          | Artem Nych                   | Russie                       | Gazprom-RusVelo              | + 5 min 41 s                 |

| Classement du meilleur jeune | Classement du meilleur jeune | Classement du meilleur jeune | Classement du meilleur jeune | Classement du meilleur jeune |
| Coureur                      | Coureur                      | Pays                         | Équipe                       | Temps                        |
| ---------------------------- | ---------------------------- | ---------------------------- | ---------------------------- | ---------------------------- |
| 1er                          | David Gaudu                  | France                       | Groupama-FDJ                 | 26 h 28 min 13 s             |
| 2e                           | James Knox                   | Royaume-Uni                  | Deceuninck-Quick Step        | + 45 s                       |
| 3e                           | Laurens De Plus              | Belgique                     | Team Jumbo-Visma             | + 1 min 01 s                 |
| 4e                           | Maximilian Schachmann        | Allemagne                    | Bora-Hansgrohe               | + 1 min 12 s                 |
| 5e                           | Pavel Sivakov                | Russie                       | Team Sky                     | + 3 min 54 s                 |
| 6e                           | Bjorg Lambrecht              | Belgique                     | Lotto-Soudal                 | + 4 min 02 s                 |
| 7e                           | Aurélien Paret-Peintre       | France                       | AG2R La Mondiale             | + 4 min 28 s                 |
| 8e                           | Niklas Eg                    | Danemark                     | Trek-Segafredo               | + 4 min 42 s                 |
| 9e                           | Quentin Jauregui             | France                       | AG2R La Mondiale             | + 5 min 12 s                 |
| 10e                          | Artem Nych                   | Russie                       | Gazprom-RusVelo              | + 5 min 41 s                 |

| Classement des sprints | Classement des sprints | Classement des sprints | Classement des sprints | Classement des sprints |
| Coureur                | Coureur                | Pays                   | Équipe                 | Points                 |
| ---------------------- | ---------------------- | ---------------------- | ---------------------- | ---------------------- |
| 1er                    | Stepan Kourianov       | Russie                 | Gazprom-RusVelo        | 52 pts                 |
| 2e                     | Charles Planet         | France                 | Team Novo Nordisk      | 43 pts                 |
| 3e                     | William Clarke         | Australie              | Trek-Segafredo         | 16 pts                 |
| 4e                     | Elia Viviani           | Italie                 | Deceuninck-Quick Step  | 14 pts                 |
| 5e                     | Dmitriy Gruzdev        | Kazakhstan             | Astana                 | 13 pts                 |
| 6e                     | Igor Boev              | Russie                 | Gazprom-RusVelo        | 12 pts                 |
| 7e                     | Adam Hansen            | Australie              | Lotto-Soudal           | 9 pts                  |
| 8e                     | Sergey Shilov          | Russie                 | Gazprom-RusVelo        | 8 pts                  |
| 9e                     | Michael Mørkøv         | Danemark               | Deceuninck-Quick Step  | 7 pts                  |
| 10e                    | Benoît Cosnefroy       | France                 | AG2R La Mondiale       | 6 pts                  |

| Classement des sprints | Classement des sprints | Classement des sprints | Classement des sprints | Classement des sprints |
| Coureur                | Coureur                | Pays                   | Équipe                 | Points                 |
| ---------------------- | ---------------------- | ---------------------- | ---------------------- | ---------------------- |
| 1er                    | Stepan Kourianov       | Russie                 | Gazprom-RusVelo        | 52 pts                 |
| 2e                     | Charles Planet         | France                 | Team Novo Nordisk      | 43 pts                 |
| 3e                     | William Clarke         | Australie              | Trek-Segafredo         | 16 pts                 |
| 4e                     | Elia Viviani           | Italie                 | Deceuninck-Quick Step  | 14 pts                 |
| 5e                     | Dmitriy Gruzdev        | Kazakhstan             | Astana                 | 13 pts                 |
| 6e                     | Igor Boev              | Russie                 | Gazprom-RusVelo        | 12 pts                 |
| 7e                     | Adam Hansen            | Australie              | Lotto-Soudal           | 9 pts                  |
| 8e                     | Sergey Shilov          | Russie                 | Gazprom-RusVelo        | 8 pts                  |
| 9e                     | Michael Mørkøv         | Danemark               | Deceuninck-Quick Step  | 7 pts                  |
| 10e                    | Benoît Cosnefroy       | France                 | AG2R La Mondiale       | 6 pts                  |

| Classement par équipes | Classement par équipes | Classement par équipes | Classement par équipes |
| Équipe                 | Équipe                 | Pays                   | Temps                  |
| ---------------------- | ---------------------- | ---------------------- | ---------------------- |

| Classement par équipes | Classement par équipes | Classement par équipes | Classement par équipes |
| Équipe                 | Équipe                 | Pays                   | Temps                  |
| ---------------------- | ---------------------- | ---------------------- | ---------------------- |

### Classements UCI
La course attribue des points au Classement mondial UCI 2019 selon le barème suivant.
| Position           | 1er | 2e  | 3e  | 4e  | 5e  | 6e  | 7e | 8e | 9e | 10e | 11e | 12e | 13e à 15e | 16e à 25e |
| Classement général | 300 | 250 | 215 | 175 | 120 | 115 | 95 | 75 | 60 | 50  | 40  | 35  | 5         | 3         |
| Par étapes         | 40  | 15  | 6   |     |     |     |    |    |    |     |     |     |           |           |
| Leader             | 6   |     |     |     |     |     |    |    |    |     |     |     |           |           |

## Évolution des classements
| Étape              | Vainqueur          | Classement général | Classement par points | Classement des sprints | Classement du meilleur jeune |
| ------------------ | ------------------ | ------------------ | --------------------- | ---------------------- | ---------------------------- |
| 1                  | Jumbo-Visma        | Primož Roglič      | non-décerné           | non-décerné            | Laurens De Plus              |
| 2                  | Fernando Gaviria   | Primož Roglič      | Fernando Gaviria      | Stepan Kurianov        | Laurens De Plus              |
| 3                  | Alejandro Valverde | Primož Roglič      | Stepan Kurianov       | Stepan Kurianov        | David Gaudu                  |
| 4                  | Caleb Ewan         | Primož Roglič      | Stepan Kurianov       | Stepan Kurianov        | David Gaudu                  |
| 5                  | Elia Viviani       | Primož Roglič      | Stepan Kurianov       | Stepan Kurianov        | David Gaudu                  |
| 6                  | Primož Roglič      | Primož Roglič      | Stepan Kurianov       | Stepan Kurianov        | David Gaudu                  |
| 7                  | Sam Bennett        | Primož Roglič      | Elia Viviani          | Stepan Kurianov        | David Gaudu                  |
| Classements finals | Classements finals | Primož Roglič      | Elia Viviani          | Stepan Kurianov        | David Gaudu                  |

## Liste des participants
| Movistar Team MOV | Movistar Team MOV                | Movistar Team MOV |
| ----------------- | -------------------------------- | ----------------- |
| Num               | Coureur                          | Pos               |
| 1                 | Alejandro Valverde (ESP) (route) | 2e                |
| 2                 | Andrey Amador (CRC)              | 69e               |
| 3                 | Jaime Castrillo (ESP)            | 128e              |
| 4                 | Rubén Fernández (ESP)            | 44e               |
| 5                 | Lluís Mas (ESP)                  | 58e               |
| 6                 | Nélson Oliveira (POR)            | 66e               |
| 7                 | Jasha Sütterlin (GER)            | 56e               |

| AG2R La Mondiale ALM | AG2R La Mondiale ALM         | AG2R La Mondiale ALM |
| -------------------- | ---------------------------- | -------------------- |
| Num                  | Coureur                      | Pos                  |
| 11                   | Lawrence Warbasse (USA)      | 39e                  |
| 12                   | Geoffrey Bouchard (FRA)      | 19e                  |
| 13                   | Benoît Cosnefroy (FRA)       | 65e                  |
| 14                   | Samuel Dumoulin (FRA)        | 113e                 |
| 15                   | Tony Gallopin (FRA)          | 21e                  |
| 16                   | Quentin Jauregui (FRA)       | 30e                  |
| 17                   | Aurélien Paret-Peintre (FRA) | 26e                  |

| Astana AST | Astana AST            | Astana AST |
| ---------- | --------------------- | ---------- |
| Num        | Coureur               | Pos        |
| 21         | Gorka Izagirre (ESP)  | 38e        |
| 22         | Manuele Boaro (ITA)   | 43e        |
| 23         | Daniil Fominykh (KAZ) | 63e        |
| 24         | Omar Fraile (ESP)     | NP-5       |
| 25         | Dmitriy Gruzdev (KAZ) | 75e        |
| 26         | Jan Hirt (CZE)        | 12e        |
| 27         | Davide Villella (ITA) | 22e        |

| Bahrain-Merida TBM | Bahrain-Merida TBM      | Bahrain-Merida TBM |
| ------------------ | ----------------------- | ------------------ |
| Num                | Coureur                 | Pos                |
| 31                 | Vincenzo Nibali (ITA)   | 35e                |
| 32                 | Phil Bauhaus (GER)      | 105e               |
| 33                 | Damiano Caruso (ITA)    | 37e                |
| 34                 | Rohan Dennis (AUS)      | 70e                |
| 35                 | Heinrich Haussler (AUS) | 97e                |
| 36                 | Marcel Sieberg (GER)    | 100e               |
| 37                 | Jan Tratnik (SLO)       | 64e                |

| Bora-Hansgrohe BOH | Bora-Hansgrohe BOH          | Bora-Hansgrohe BOH |
| ------------------ | --------------------------- | ------------------ |
| Num                | Coureur                     | Pos                |
| 41                 | Davide Formolo (ITA)        | 11e                |
| 42                 | Erik Baška (SVK)            | 129e               |
| 43                 | Sam Bennett (IRL)           | 116e               |
| 44                 | Emanuel Buchmann (GER)      | 4e                 |
| 45                 | Peter Kennaugh (GBR)        | 101e               |
| 46                 | Christoph Pfingsten (GER)   | 59e                |
| 47                 | Maximilian Schachmann (GER) | 13e                |

| CCC Team CPT | CCC Team CPT               | CCC Team CPT |
| ------------ | -------------------------- | ------------ |
| Num          | Coureur                    | Pos          |
| 51           | Serge Pauwels (BEL)        | 47e          |
| 52           | Patrick Bevin (NZL)        | AB-6         |
| 53           | Víctor de la Parte (ESP)   | 14e          |
| 54           | Alessandro De Marchi (ITA) | 34e          |
| 55           | Jakub Mareczko (ITA)       | 121e         |
| 56           | Łukasz Owsian (POL)        | 45e          |
| 57           | Joey Rosskopf (USA)        | 40e          |

| Deceuninck-Quick Step DQT | Deceuninck-Quick Step DQT | Deceuninck-Quick Step DQT |
| ------------------------- | ------------------------- | ------------------------- |
| Num                       | Coureur                   | Pos                       |
| 61                        | Elia Viviani (ITA)        | 117e                      |
| 62                        | Dries Devenyns (BEL)      | 29e                       |
| 63                        | Remco Evenepoel (BEL)     | AB-4                      |
| 64                        | Mikkel Honoré (DEN)       | 96e                       |
| 65                        | James Knox (GBR)          | 8e                        |
| 66                        | Michael Mørkøv (DEN)      | 99e                       |
| 67                        | Fabio Sabatini (ITA)      | 95e                       |

| EF Education First EF1 | EF Education First EF1    | EF Education First EF1 |
| ---------------------- | ------------------------- | ---------------------- |
| Num                    | Coureur                   | Pos                    |
| 71                     | Tejay van Garderen (USA)  | 16e                    |
| 72                     | Sean Bennett (USA)        | 61e                    |
| 73                     | Simon Clarke (AUS)        | AB-6                   |
| 74                     | Daniel McLay (GBR)        | 120e                   |
| 75                     | Sacha Modolo (ITA)        | 93e                    |
| 76                     | James Whelan (AUS)        | 77e                    |
| 77                     | Julius van den Berg (NED) | 88e                    |

| Gazprom-RusVelo GAZ | Gazprom-RusVelo GAZ    | Gazprom-RusVelo GAZ |
| ------------------- | ---------------------- | ------------------- |
| Num                 | Coureur                | Pos                 |
| 81                  | Alexander Porsev (RUS) | 114e                |
| 82                  | Ildar Arslanov (RUS)   | 33e                 |
| 83                  | Igor Boev (RUS)        | 122e                |
| 84                  | Stepan Kourianov (RUS) | 124e                |
| 85                  | Artem Nych (RUS)       | 32e                 |
| 86                  | Sergey Shilov (RUS)    | 87e                 |
| 87                  | Anton Vorobyev (RUS)   | 127e                |

| Groupama-FDJ GFC | Groupama-FDJ GFC            | Groupama-FDJ GFC |
| ---------------- | --------------------------- | ---------------- |
| Num              | Coureur                     | Pos              |
| 91               | Anthony Roux (FRA)          | 54e              |
| 92               | Bruno Armirail (FRA)        | 130e             |
| 93               | Mickaël Delage (FRA)        | 86e              |
| 94               | David Gaudu (FRA)           | 3e               |
| 95               | Sébastien Reichenbach (SUI) | 25e              |
| 96               | Marc Sarreau (FRA)          | 111e             |
| 97               | Miles Scotson (AUS)         | 60e              |

| Lotto-Soudal LTS | Lotto-Soudal LTS      | Lotto-Soudal LTS |
| ---------------- | --------------------- | ---------------- |
| Num              | Coureur               | Pos              |
| 101              | Caleb Ewan (AUS)      | 79e              |
| 102              | Adam Blythe (GBR)     | 115e             |
| 103              | Adam Hansen (AUS)     | 82e              |
| 104              | Roger Kluge (GER)     | 106e             |
| 105              | Bjorg Lambrecht (BEL) | 24e              |
| 106              | Maxime Monfort (BEL)  | 55e              |
| 107              | Sander Armée (BEL)    | 51e              |

| Mitchelton-Scott MTS | Mitchelton-Scott MTS   | Mitchelton-Scott MTS |
| -------------------- | ---------------------- | -------------------- |
| Num                  | Coureur                | Pos                  |
| 111                  | Michael Albasini (SUI) | 73e                  |
| 112                  | Jack Bauer (NZL)       | 62e                  |
| 113                  | Sam Bewley (NZL)       | 80e                  |
| 114                  | Brent Bookwalter (USA) | 18e                  |
| 115                  | Tsgabu Grmay (ETH)     | 20e                  |
| 116                  | Luka Mezgec (SLO)      | 72e                  |
| 117                  | Callum Scotson (AUS)   | 41e                  |

| Dimension Data TDD | Dimension Data TDD                | Dimension Data TDD |
| ------------------ | --------------------------------- | ------------------ |
| Num                | Coureur                           | Pos                |
| 121                | Mark Cavendish (GBR)              | 109e               |
| 122                | Bernhard Eisel (AUT)              | 89e                |
| 123                | Amanuel Ghebreigzabhier (ERI)     | NP-4               |
| 124                | Reinardt Janse van Rensburg (RSA) | 53e                |
| 125                | Roman Kreuziger (CZE)             | 28e                |
| 126                | Louis Meintjes (RSA)              | 31e                |
| 127                | Jay Robert Thomson (RSA)          | 76e                |

| Team Jumbo-Visma TJV | Team Jumbo-Visma TJV  | Team Jumbo-Visma TJV |
| -------------------- | --------------------- | -------------------- |
| Num                  | Coureur               | Pos                  |
| 131                  | Primož Roglič (SLO)   | 1er                  |
| 132                  | Koen Bouwman (NED)    | 74e                  |
| 133                  | Laurens De Plus (BEL) | 9e                   |
| 134                  | Tom Leezer (NED)      | 119e                 |
| 135                  | Paul Martens (GER)    | 110e                 |
| 136                  | Tony Martin (GER)     | 131e                 |
| 137                  | Jos van Emden (NED)   | 84e                  |

| Katusha-Alpecin TKA | Katusha-Alpecin TKA   | Katusha-Alpecin TKA |
| ------------------- | --------------------- | ------------------- |
| Num                 | Coureur               | Pos                 |
| 141                 | Marcel Kittel (GER)   | 112e                |
| 142                 | Alex Dowsett (GBR)    | AB-6                |
| 143                 | Marco Haller (AUT)    | 94e                 |
| 144                 | Pavel Kochetkov (RUS) | 67e                 |
| 145                 | Daniel Navarro (ESP)  | 42e                 |
| 146                 | Rick Zabel (GER)      | AB-2                |
| 147                 | Ilnur Zakarin (RUS)   | NP-7                |

| Team Novo Nordisk TNN | Team Novo Nordisk TNN  | Team Novo Nordisk TNN |
| --------------------- | ---------------------- | --------------------- |
| Num                   | Coureur                | Pos                   |
| 151                   | Declan Irvine (AUS)    | 103e                  |
| 152                   | Mehdi Benhamouda (FRA) | 126e                  |
| 153                   | Sam Brand (GBR)        | 83e                   |
| 154                   | Fabio Calabria (AUS)   | 102e                  |
| 155                   | Péter Kusztor (HUN)    | 49e                   |
| 156                   | Andrea Peron (ITA)     | 108e                  |
| 157                   | Charles Planet (FRA)   | 125e                  |

| Team Sky SKY | Team Sky SKY               | Team Sky SKY |
| ------------ | -------------------------- | ------------ |
| Num          | Coureur                    | Pos          |
| 161          | Kenny Elissonde (FRA)      | NP-6         |
| 162          | Michał Gołaś (POL)         | 81e          |
| 163          | Kristoffer Halvorsen (NOR) | 107e         |
| 164          | Michał Kwiatkowski (POL)   | 10e          |
| 165          | Gianni Moscon (ITA)        | 36e          |
| 166          | Salvatore Puccio (ITA)     | 52e          |
| 167          | Pavel Sivakov (RUS)        | 23e          |

| Team Sunweb SUN | Team Sunweb SUN       | Team Sunweb SUN |
| --------------- | --------------------- | --------------- |
| Num             | Coureur               | Pos             |
| 171             | Tom Dumoulin (NED)    | 6e              |
| 172             | Nikias Arndt (GER)    | 71e             |
| 173             | Cees Bol (NED)        | 123e            |
| 174             | Chad Haga (USA)       | 57e             |
| 175             | Wilco Kelderman (NED) | 5e              |
| 176             | Robert Power (AUS)    | 48e             |
| 177             | Max Walscheid (GER)   | 118e            |

| Trek-Segafredo TFS | Trek-Segafredo TFS     | Trek-Segafredo TFS |
| ------------------ | ---------------------- | ------------------ |
| Num                | Coureur                | Pos                |
| 181                | Richie Porte (AUS)     | 50e                |
| 182                | William Clarke (AUS)   | 68e                |
| 183                | Niklas Eg (DEN)        | 27e                |
| 184                | Markel Irizar (ESP)    | 92e                |
| 185                | Bauke Mollema (NED)    | 46e                |
| 186                | Matteo Moschetti (ITA) | 90e                |
| 187                | Kiel Reijnen (USA)     | 91e                |

| UAE Team Emirates UAD | UAE Team Emirates UAD      | UAE Team Emirates UAD |
| --------------------- | -------------------------- | --------------------- |
| Num                   | Coureur                    | Pos                   |
| 191                   | Alexander Kristoff (NOR)   | 85e                   |
| 192                   | Fernando Gaviria (COL)     | 78e                   |
| 193                   | Rui Costa (POR)            | 17e                   |
| 194                   | Vegard Stake Laengen (NOR) | 98e                   |
| 195                   | Dan Martin (IRL)           | 7e                    |
| 196                   | Oliviero Troia (ITA)       | 104e                  |
| 197                   | Diego Ulissi (ITA)         | 15e                   |

| Movistar Team MOV | Movistar Team MOV                | Movistar Team MOV |
| ----------------- | -------------------------------- | ----------------- |
| Num               | Coureur                          | Pos               |
| 1                 | Alejandro Valverde (ESP) (route) | 2e                |
| 2                 | Andrey Amador (CRC)              | 69e               |
| 3                 | Jaime Castrillo (ESP)            | 128e              |
| 4                 | Rubén Fernández (ESP)            | 44e               |
| 5                 | Lluís Mas (ESP)                  | 58e               |
| 6                 | Nélson Oliveira (POR)            | 66e               |
| 7                 | Jasha Sütterlin (GER)            | 56e               |

| AG2R La Mondiale ALM | AG2R La Mondiale ALM         | AG2R La Mondiale ALM |
| -------------------- | ---------------------------- | -------------------- |
| Num                  | Coureur                      | Pos                  |
| 11                   | Lawrence Warbasse (USA)      | 39e                  |
| 12                   | Geoffrey Bouchard (FRA)      | 19e                  |
| 13                   | Benoît Cosnefroy (FRA)       | 65e                  |
| 14                   | Samuel Dumoulin (FRA)        | 113e                 |
| 15                   | Tony Gallopin (FRA)          | 21e                  |
| 16                   | Quentin Jauregui (FRA)       | 30e                  |
| 17                   | Aurélien Paret-Peintre (FRA) | 26e                  |

| Astana AST | Astana AST            | Astana AST |
| ---------- | --------------------- | ---------- |
| Num        | Coureur               | Pos        |
| 21         | Gorka Izagirre (ESP)  | 38e        |
| 22         | Manuele Boaro (ITA)   | 43e        |
| 23         | Daniil Fominykh (KAZ) | 63e        |
| 24         | Omar Fraile (ESP)     | NP-5       |
| 25         | Dmitriy Gruzdev (KAZ) | 75e        |
| 26         | Jan Hirt (CZE)        | 12e        |
| 27         | Davide Villella (ITA) | 22e        |

| Bahrain-Merida TBM | Bahrain-Merida TBM      | Bahrain-Merida TBM |
| ------------------ | ----------------------- | ------------------ |
| Num                | Coureur                 | Pos                |
| 31                 | Vincenzo Nibali (ITA)   | 35e                |
| 32                 | Phil Bauhaus (GER)      | 105e               |
| 33                 | Damiano Caruso (ITA)    | 37e                |
| 34                 | Rohan Dennis (AUS)      | 70e                |
| 35                 | Heinrich Haussler (AUS) | 97e                |
| 36                 | Marcel Sieberg (GER)    | 100e               |
| 37                 | Jan Tratnik (SLO)       | 64e                |

| Bora-Hansgrohe BOH | Bora-Hansgrohe BOH          | Bora-Hansgrohe BOH |
| ------------------ | --------------------------- | ------------------ |
| Num                | Coureur                     | Pos                |
| 41                 | Davide Formolo (ITA)        | 11e                |
| 42                 | Erik Baška (SVK)            | 129e               |
| 43                 | Sam Bennett (IRL)           | 116e               |
| 44                 | Emanuel Buchmann (GER)      | 4e                 |
| 45                 | Peter Kennaugh (GBR)        | 101e               |
| 46                 | Christoph Pfingsten (GER)   | 59e                |
| 47                 | Maximilian Schachmann (GER) | 13e                |

| CCC Team CPT | CCC Team CPT               | CCC Team CPT |
| ------------ | -------------------------- | ------------ |
| Num          | Coureur                    | Pos          |
| 51           | Serge Pauwels (BEL)        | 47e          |
| 52           | Patrick Bevin (NZL)        | AB-6         |
| 53           | Víctor de la Parte (ESP)   | 14e          |
| 54           | Alessandro De Marchi (ITA) | 34e          |
| 55           | Jakub Mareczko (ITA)       | 121e         |
| 56           | Łukasz Owsian (POL)        | 45e          |
| 57           | Joey Rosskopf (USA)        | 40e          |

| Deceuninck-Quick Step DQT | Deceuninck-Quick Step DQT | Deceuninck-Quick Step DQT |
| ------------------------- | ------------------------- | ------------------------- |
| Num                       | Coureur                   | Pos                       |
| 61                        | Elia Viviani (ITA)        | 117e                      |
| 62                        | Dries Devenyns (BEL)      | 29e                       |
| 63                        | Remco Evenepoel (BEL)     | AB-4                      |
| 64                        | Mikkel Honoré (DEN)       | 96e                       |
| 65                        | James Knox (GBR)          | 8e                        |
| 66                        | Michael Mørkøv (DEN)      | 99e                       |
| 67                        | Fabio Sabatini (ITA)      | 95e                       |

| EF Education First EF1 | EF Education First EF1    | EF Education First EF1 |
| ---------------------- | ------------------------- | ---------------------- |
| Num                    | Coureur                   | Pos                    |
| 71                     | Tejay van Garderen (USA)  | 16e                    |
| 72                     | Sean Bennett (USA)        | 61e                    |
| 73                     | Simon Clarke (AUS)        | AB-6                   |
| 74                     | Daniel McLay (GBR)        | 120e                   |
| 75                     | Sacha Modolo (ITA)        | 93e                    |
| 76                     | James Whelan (AUS)        | 77e                    |
| 77                     | Julius van den Berg (NED) | 88e                    |

| Gazprom-RusVelo GAZ | Gazprom-RusVelo GAZ    | Gazprom-RusVelo GAZ |
| ------------------- | ---------------------- | ------------------- |
| Num                 | Coureur                | Pos                 |
| 81                  | Alexander Porsev (RUS) | 114e                |
| 82                  | Ildar Arslanov (RUS)   | 33e                 |
| 83                  | Igor Boev (RUS)        | 122e                |
| 84                  | Stepan Kourianov (RUS) | 124e                |
| 85                  | Artem Nych (RUS)       | 32e                 |
| 86                  | Sergey Shilov (RUS)    | 87e                 |
| 87                  | Anton Vorobyev (RUS)   | 127e                |

| Groupama-FDJ GFC | Groupama-FDJ GFC            | Groupama-FDJ GFC |
| ---------------- | --------------------------- | ---------------- |
| Num              | Coureur                     | Pos              |
| 91               | Anthony Roux (FRA)          | 54e              |
| 92               | Bruno Armirail (FRA)        | 130e             |
| 93               | Mickaël Delage (FRA)        | 86e              |
| 94               | David Gaudu (FRA)           | 3e               |
| 95               | Sébastien Reichenbach (SUI) | 25e              |
| 96               | Marc Sarreau (FRA)          | 111e             |
| 97               | Miles Scotson (AUS)         | 60e              |

| Lotto-Soudal LTS | Lotto-Soudal LTS      | Lotto-Soudal LTS |
| ---------------- | --------------------- | ---------------- |
| Num              | Coureur               | Pos              |
| 101              | Caleb Ewan (AUS)      | 79e              |
| 102              | Adam Blythe (GBR)     | 115e             |
| 103              | Adam Hansen (AUS)     | 82e              |
| 104              | Roger Kluge (GER)     | 106e             |
| 105              | Bjorg Lambrecht (BEL) | 24e              |
| 106              | Maxime Monfort (BEL)  | 55e              |
| 107              | Sander Armée (BEL)    | 51e              |

| Mitchelton-Scott MTS | Mitchelton-Scott MTS   | Mitchelton-Scott MTS |
| -------------------- | ---------------------- | -------------------- |
| Num                  | Coureur                | Pos                  |
| 111                  | Michael Albasini (SUI) | 73e                  |
| 112                  | Jack Bauer (NZL)       | 62e                  |
| 113                  | Sam Bewley (NZL)       | 80e                  |
| 114                  | Brent Bookwalter (USA) | 18e                  |
| 115                  | Tsgabu Grmay (ETH)     | 20e                  |
| 116                  | Luka Mezgec (SLO)      | 72e                  |
| 117                  | Callum Scotson (AUS)   | 41e                  |

| Dimension Data TDD | Dimension Data TDD                | Dimension Data TDD |
| ------------------ | --------------------------------- | ------------------ |
| Num                | Coureur                           | Pos                |
| 121                | Mark Cavendish (GBR)              | 109e               |
| 122                | Bernhard Eisel (AUT)              | 89e                |
| 123                | Amanuel Ghebreigzabhier (ERI)     | NP-4               |
| 124                | Reinardt Janse van Rensburg (RSA) | 53e                |
| 125                | Roman Kreuziger (CZE)             | 28e                |
| 126                | Louis Meintjes (RSA)              | 31e                |
| 127                | Jay Robert Thomson (RSA)          | 76e                |

| Team Jumbo-Visma TJV | Team Jumbo-Visma TJV  | Team Jumbo-Visma TJV |
| -------------------- | --------------------- | -------------------- |
| Num                  | Coureur               | Pos                  |
| 131                  | Primož Roglič (SLO)   | 1er                  |
| 132                  | Koen Bouwman (NED)    | 74e                  |
| 133                  | Laurens De Plus (BEL) | 9e                   |
| 134                  | Tom Leezer (NED)      | 119e                 |
| 135                  | Paul Martens (GER)    | 110e                 |
| 136                  | Tony Martin (GER)     | 131e                 |
| 137                  | Jos van Emden (NED)   | 84e                  |

| Katusha-Alpecin TKA | Katusha-Alpecin TKA   | Katusha-Alpecin TKA |
| ------------------- | --------------------- | ------------------- |
| Num                 | Coureur               | Pos                 |
| 141                 | Marcel Kittel (GER)   | 112e                |
| 142                 | Alex Dowsett (GBR)    | AB-6                |
| 143                 | Marco Haller (AUT)    | 94e                 |
| 144                 | Pavel Kochetkov (RUS) | 67e                 |
| 145                 | Daniel Navarro (ESP)  | 42e                 |
| 146                 | Rick Zabel (GER)      | AB-2                |
| 147                 | Ilnur Zakarin (RUS)   | NP-7                |

| Team Novo Nordisk TNN | Team Novo Nordisk TNN  | Team Novo Nordisk TNN |
| --------------------- | ---------------------- | --------------------- |
| Num                   | Coureur                | Pos                   |
| 151                   | Declan Irvine (AUS)    | 103e                  |
| 152                   | Mehdi Benhamouda (FRA) | 126e                  |
| 153                   | Sam Brand (GBR)        | 83e                   |
| 154                   | Fabio Calabria (AUS)   | 102e                  |
| 155                   | Péter Kusztor (HUN)    | 49e                   |
| 156                   | Andrea Peron (ITA)     | 108e                  |
| 157                   | Charles Planet (FRA)   | 125e                  |

| Team Sky SKY | Team Sky SKY               | Team Sky SKY |
| ------------ | -------------------------- | ------------ |
| Num          | Coureur                    | Pos          |
| 161          | Kenny Elissonde (FRA)      | NP-6         |
| 162          | Michał Gołaś (POL)         | 81e          |
| 163          | Kristoffer Halvorsen (NOR) | 107e         |
| 164          | Michał Kwiatkowski (POL)   | 10e          |
| 165          | Gianni Moscon (ITA)        | 36e          |
| 166          | Salvatore Puccio (ITA)     | 52e          |
| 167          | Pavel Sivakov (RUS)        | 23e          |

| Team Sunweb SUN | Team Sunweb SUN       | Team Sunweb SUN |
| --------------- | --------------------- | --------------- |
| Num             | Coureur               | Pos             |
| 171             | Tom Dumoulin (NED)    | 6e              |
| 172             | Nikias Arndt (GER)    | 71e             |
| 173             | Cees Bol (NED)        | 123e            |
| 174             | Chad Haga (USA)       | 57e             |
| 175             | Wilco Kelderman (NED) | 5e              |
| 176             | Robert Power (AUS)    | 48e             |
| 177             | Max Walscheid (GER)   | 118e            |

| Trek-Segafredo TFS | Trek-Segafredo TFS     | Trek-Segafredo TFS |
| ------------------ | ---------------------- | ------------------ |
| Num                | Coureur                | Pos                |
| 181                | Richie Porte (AUS)     | 50e                |
| 182                | William Clarke (AUS)   | 68e                |
| 183                | Niklas Eg (DEN)        | 27e                |
| 184                | Markel Irizar (ESP)    | 92e                |
| 185                | Bauke Mollema (NED)    | 46e                |
| 186                | Matteo Moschetti (ITA) | 90e                |
| 187                | Kiel Reijnen (USA)     | 91e                |

| UAE Team Emirates UAD | UAE Team Emirates UAD      | UAE Team Emirates UAD |
| --------------------- | -------------------------- | --------------------- |
| Num                   | Coureur                    | Pos                   |
| 191                   | Alexander Kristoff (NOR)   | 85e                   |
| 192                   | Fernando Gaviria (COL)     | 78e                   |
| 193                   | Rui Costa (POR)            | 17e                   |
| 194                   | Vegard Stake Laengen (NOR) | 98e                   |
| 195                   | Dan Martin (IRL)           | 7e                    |
| 196                   | Oliviero Troia (ITA)       | 104e                  |
| 197                   | Diego Ulissi (ITA)         | 15e                   |